# مورمور ۲: هالووین جن‌زده
مورمور ۲: هالووین جن زده (به انگلیسی: Goosebumps 2: Haunted Halloween) فیلمی محصول سال ۲۰۱۸ به کارگردانی آری ساندل و نویسندگی رابر لیبر در ژانر ترسناک کمدی ماجراجویی است.
این فیلم بر اساس مجموعه کتاب‌های دایره وحشت (مورمور) به قلم آر. ال. استاین است و دنباله فیلم مورمور در سال ۲۰۱۵ است.